# (3146) Dato
(3146) Dato (1972 KG) – planetoida z grupy pasa głównego asteroid okrążająca Słońce w ciągu 3,8 lat w średniej odległości 2,43 au. Została odkryta 17 maja 1972 roku.